# 로디 맥다월
로드릭 앤드루 앤터니 주드 맥다월(영어: Roderick Andrew Anthony Jude McDowall, 1928년 9월 17일 ~ 1998년 10월 3일)는 잉글랜드와 미국의 배우, 성우, 영화 감독, 영화 프로듀서, 각본가이다.

## 출연 작품
- 나의 계곡은 푸르렀다 (1941년)
- 마이 프렌드 프릭카 (1943년)
- 래시 집에 오다 (1943년)
- 천국의 열쇠 (1944년)
- 더 화이트 클리프스 오브 도버 (1944년)
- 썬더헤드 - 프릭카의 아들 (1945년)
- 홀리데이 인 멕시코 (1946년) - 스탠리 오웬 역
- 맥베드 (1948년)
- 미드나잇 레이스 (1960년)
- 지상 최대의 작전 (1962년) - Pvt. 모리스 역
- 클레오파트라 (1963년)
- 명탐정 디씨 (1965년)
- 최고의 이야기 (1965년)
- 인사이드 데이시 클로버 (1965년)
- 러브드 원 (1965년)
- 배트맨 - 66년 TV 시리즈 (1966년)
- 로드 러브 어 덕 (1966년)
- 혹성탈출 (1968년) - 코넬리우스 박사 역
- 5 카드 스터드 (1968년)
- 심야의 화랑 (1969년)
- 러브 컴플렉스 (1970년)
- 마법의 빗자루 (1971년)
- 혹성 탈출 3 - 제3의 인류 (1971년) - 코르넬리우스 역
- 포세이돈 어드벤쳐 (1972년) - 애크리스 역
- 법과 질서 (1972년)
- 혹성 탈출 4 - 노예들의 반란 (1972년) - 시저 역
- 34번가의 기적 (1973년)
- 아놀드 (1973년)
- 혹성 탈출 5 - 최후의 생존자 (1973년) - 시저 역
- 헬 하우스의 전설 (1973년) - 벤자민 플랭클린 피셔 역
- 혹성탈출 - TV 시리즈 (1974년) - 겔렌 역
- 원더 우먼 - TV 시리즈 (1975년)
- 퍼니 레이디 (1975년)
- 엘리자베스 테일러 전기 (1975년) - 본인 역
- 대홍수(영어판) (1976년)
- 반항아 죠니 (1976년)
- 엠브리오 (1976년)
- 버뮤다 2만리 (1977년)
- 우주에서 온 고양이 (1978년)
- 레이저블래스트 (1978년)
- 꿈꾸는 낙원 (1978년)
- 별들의 전쟁(영어판) (1979년)
- 블랙 홀 (1979년)
- 화성 연대기 (1980년)
- 혹성 탈출 - 혹성 귀환 (1981년)
- 폭력 교실 1984 (1982년)
- 백주의 악마 (1982년)
- 메이 웨스트 (1982년)
- 애꾸눈 해피 (1982년)
- 프라이트 나이트 (1985년)
- 이상한 나라의 앨리스 (1985년)
- 환상의 커플 (1987년) - 앤드루 역
- 겨울 장미 (1987년)
- 나는 외계인 (1988, Doin' Time on Planet Earth)
- 80일간의 세계 일주 (1989년)
- 지옥에서 온 게릴라 (1989년)
- 할리우드의 출세기 (1989년)
- 폭력 교실 (1989년)
- 뉴 래시 (1989년)
- 샤크마 (1990년)
- 잠수 특전대 (1990년)
- 철가방을 든 수녀 (1991년)
- 춤추는 영혼 (1991년)
- 죽음의 게임 (1991년)
- 더블 폴리스 (1992년)
- 시간의 모래밭 (1992년)
- MGM: 사자가 으르렁거릴 때 (1992년)
- 헤드스 (1994년)
- 미러 미러 2 (1994년)
- 엔젤 4 (1994년)
- 플레닛 가블린 (1995년)
- 그래스 하프 (1995년)
- 라스트 썸머 인 더 햄튼 (1995년)
- 이별 파티 (1996년) - 데미안 역
- 스타 헌터 (1996년) - 레이커 역
- 크리스마스 (1996년)
- 데드 맨스 아일랜드 (1996년) - 트레버 던어웨이 역
- 배트맨 - 고담의 기사 (1997년)
- 정글북 2 (1997년)
- 벅스 라이프 (1998년)
- 혹성 탈출 탄생 스토리 (1998년) - 진행자 역